# The Interview
The Interview (Brasil: A Entrevista / Portugal: Uma Entrevista de Loucos) é um filme de comédia política estadunidense dirigida por Seth Rogen e Evan Goldberg em seu segundo trabalho como diretores, após This Is the End. O roteiro, escrito por Dan Sterling, é de uma história de Rogen, Goldberg e Sterling. O filme é estrelado por Rogen e James Franco. Eles interpretam o papel de jornalistas instruídos para assassinar o líder da Coreia do Norte, Kim Jong-un (interpretado por Randall Park), após conseguirem uma entrevista com ele. O filme recebeu críticas mistas dos críticos.
O filme recebeu atenção por seu retrato negativo de Kim Jong-un. Em junho de 2014, as ameaças de ações "implacáveis" contra os Estados Unidos foram feitas se o seu distribuidor, Columbia Pictures, fosse adiante com o lançamento do filme. A Columbia Pictures retardou o planejado lançamento de 10 de outubro de 2014 para 25 de dezembro, de modo a alterar digitalmente decorações militares que honram o líder do país. Em novembro de 2014, os sistemas de computadores de empresa-mãe da Columbia Pictures, Sony Pictures Entertainment, foram hackeados por um grupo que o FBI acredita possuir laços com a Coreia do Norte. Após vazamento de vários outros futuros filmes da Sony e outras informações sensíveis internas, o grupo exigiu que a Sony retirasse o filme, referindo-se ao filme como "o filme do terrorismo". A Sony também ameaçou processar o Twitter por difusão de dados roubados. Entre as informações roubadas, estão roteiros de filmes, documentos financeiros, contratos de trabalho, dados pessoais de empregados e comunicados internos.
Em 16 de dezembro de 2014, o grupo ameaçou realizar ataques terroristas contra os cinemas que apresentassem o filme, fazendo alusões aos ataques de 11 de setembro e, especificamente, fazendo referência ao filme pelo nome. Em resposta às ameaças, Rogen e Franco cancelaram uma série de aparições promocionais para o filme e a Sony retirou sua publicidade televisiva. Em 17 de dezembro de 2014, depois de uma série de grandes cadeias norte-americanas de cinema retirarem o filme, no interesse da segurança, a Sony cancelou o lançamento nos cinemas nos Estados Unidos e afirmou que "não tinha mais" planos de lançar o filme. No entanto, a Sony anunciou em 23 de dezembro de 2014 que A Entrevista iria estrear em um lançamento limitado nos cinemas selecionados em 25 de dezembro desse mesmo ano.

## Sinopse
O jornalista de celebridades Dave Skylark (Franco) e seu produtor Aaron Rapoport (Rogen) garantem uma entrevista com o líder da Coreia do Norte Kim Jong-un (Park) e são instruídos pela CIA para assassiná-lo.

## Elenco
- James Franco como David "Dave" Skylark[12]
- Seth Rogen como Aaron Rapoport[12]
- Lizzy Caplan como Agente Lacey[13]
- Randall Park como Kim Jong-un[14][15]
- Diana Bang como Sook[16]
- Timothy Simons como Malcolm[14]
- Charles Rahi Chun como General Jong
- Rob Lowe como ele mesmo
- Nicki Minaj como ela mesma
- Anders Holm
- Guy Fieri como ele mesmo
- Eminem como ele mesmo

## Produção
Rogen e Goldberg desenvolveram a ideia para The Interview no final da década de 2000, fazendo piadas sobre o que aconteceria se um jornalista fosse obrigado a assassinar um líder mundial. Eles escolheram o líder da Coreia do Norte Kim Jong-il , mas colocaram o projeto em espera quando Jong-il morreu e seu filho Kim Jong-un assumiu o poder em 2011. Desenvolvimento foi retomado quando Rogen e Goldberg perceberam que Jong-un tinha aproximadamente a mesma faixa de idade, o que lhes pareceu mais engraçado. Para escrever a história, coescrito com escritor de Daily Show Dan Sterling, eles pesquisaram meticulosamente. Eles destinaram fazer um projeto mais relevante e satírico do que seus filmes anteriores, mantendo o humor escatológico. Rogen e Goldberg estavam satisfeitos quando o astro da NBA Dennis Rodman visitou a Coreia do Norte, reforçando sua crença de que a premissa de seu filme era realista. Randall Park foi o primeiro a fazer um teste para o papel de Jong-un e consegui o papel imediatamente. Para o papel, ele ganhou 15 quilos e raspou a cabeça para se assemelhar a de Jong-un. Rogen e Goldberg escreveram o personagem como "robótico e rigoroso", mas em vez disso Park fez um personagem "acanhado e tímido", que eles encontraram mais bem-humorado.
Em 21 de março de 2013, foi anunciado que Rogen e Goldberg iriam dirigir um filme de comédia para a Columbia Pictures na qual Rogen iria estrelar ao lado de James Franco. Em 1 de outubro de 2013, Lizzy Caplan se juntou ao elenco. Em 8 de outubro de 2013, Randall Park e Timothy Simons se juntaram para coestrelar o filme. Em novembro de 2014, na sequência de um ataque cibernético que roubou informações da empresa, foi relatado que Rogen e Franco teriam recebido $8.4 milhões e $6.5 milhões, respectivamente. Kevin Federline recebeu $5,000 para sua aparição no filme.
Filmagem principal começou em 10 de outubro de 2013, em Vancouver, e concluído em 20 de dezembro de 2013. Há centenas de efeitos visuais do filme; em uma cena de multidão no aeroporto de Pyongyang, muitos na multidão foram digitalmente manipuladas de uma cena de 22 Jump Street.

## Controvérsia

### Reação norte-coreana
Em entrevista ao jornal britânico The Telegraph, Kim Myong-chol, o porta-voz não oficial da Coreia do Norte, disse que o filme desagradou o governo do país e afirmou que o longa mostra um "desespero da sociedade americana", afirmando: "Há uma ironia especial nesta história, pois mostra o desespero do governo dos EUA e da sociedade americana. Um filme sobre o assassinato de um líder estrangeiro reflete o que os EUA têm feito no Afeganistão, Iraque, Síria e Ucrânia. E não nos esqueçamos que quem matou [o presidente John F.] Kennedy foram os americanos. Na verdade, o presidente [Barack] Obama deve ter cuidado no caso de os militares dos EUA queiram matá-lo também", disse Kim Myong-chol. O norte-coreano disse ainda que, mesmo desaprovando o conteúdo do filme, Kim Jong-Un provavelmente vai assisti-lo. Depois das declarações do porta-voz, o ator Seth Rogen comentou no Twitter: "Aparentemente, Kim Jong-Un planeja assistir a 'The Interview'. Espero que ele goste!!". Em 25 de junho de 2014, a Agência Central de Notícias da Coreia (KCNA), a agência de notícias estatal da Coreia do Norte, em um comunicado divulgado, um porta-voz da diplomacia norte-coreana chama os cineastas de "gângsteres" e pede a censura, afirmando que "A realização e divulgação de um filme que mostra um atentado contra nosso líder representa um ato de terrorismo e um ato de guerra absolutamente intolerável" e que se o governo americano não proibisse o longa-metragem, a Coreia do Norte se veria forçada a adotar medidas "impiedosas de represália". Ainda, a agência de Pyongyang também afirmou por meio do artigo que "há um grande número de apoiadores e simpatizantes" a Coreia do Norte "em todo o mundo". Eles poderiam ser os autores do ataque. No artigo, a Sony Pictures é acusada de "cumplicidade em um ato terrorista". O jornal britânico The Guardian escreveu que a premissa do filme "tocou um nervo no interior do regime, que tem uma visão sombria do tratamento satírico de seus líderes e é notoriamente paranóica sobre supostas ameaças à sua segurança"
Em 11 de julho de 2014, o embaixador da Coreia do Norte nas Nações Unidas Ja Song-nam condenou a produção, dizendo que "Permitir a produção e distribuição de um filme como este sobre o assassinato de um chefe titular de um Estado soberano deve ser considerado como a propaganda mais indisfarçável de terrorismo, bem como um ato de guerra. As autoridades dos EUA devem tomar ações imediatas e adequadas para proibir a produção e distribuição do filme, acima citado; caso contrário, ele será totalmente responsável por incentivar e patrocinar o terrorismo". The Guardian comentou que seus comentários foram "toda publicidade perfeita para o filme". Em 17 de julho de 2014, a KCNA escreveu ao presidente dos EUA, Barack Obama, pedindo para que filme fosse retirado.
Em agosto de 2014, pouco depois do lançamento de The Interview ser adiada para 25 de dezembro de 2014, foi relatado que a Sony tinha feito alterações pós-produção para o filme em uma tentativa de reduzir a sua sensibilidade à Coreia do Norte. Estas alterações incluíram a Sony alterar decorações militares que honram o líder do país, porque mostrá-las no filme seria considerado blasfémia pelo ditador – que tem controle sobre armas nucleares, e planos para cortar uma parte da cena da morte de Kim Jong-un. A cena do filme que mostra a morte da versão fictícia do ditador Kim Jong-un vazou na internet. No trecho, o rosto do líder norte-coreano pega fogo após o helicóptero em que ele estava ser atingido por um míssil.

### Ataques de hackers na Sony

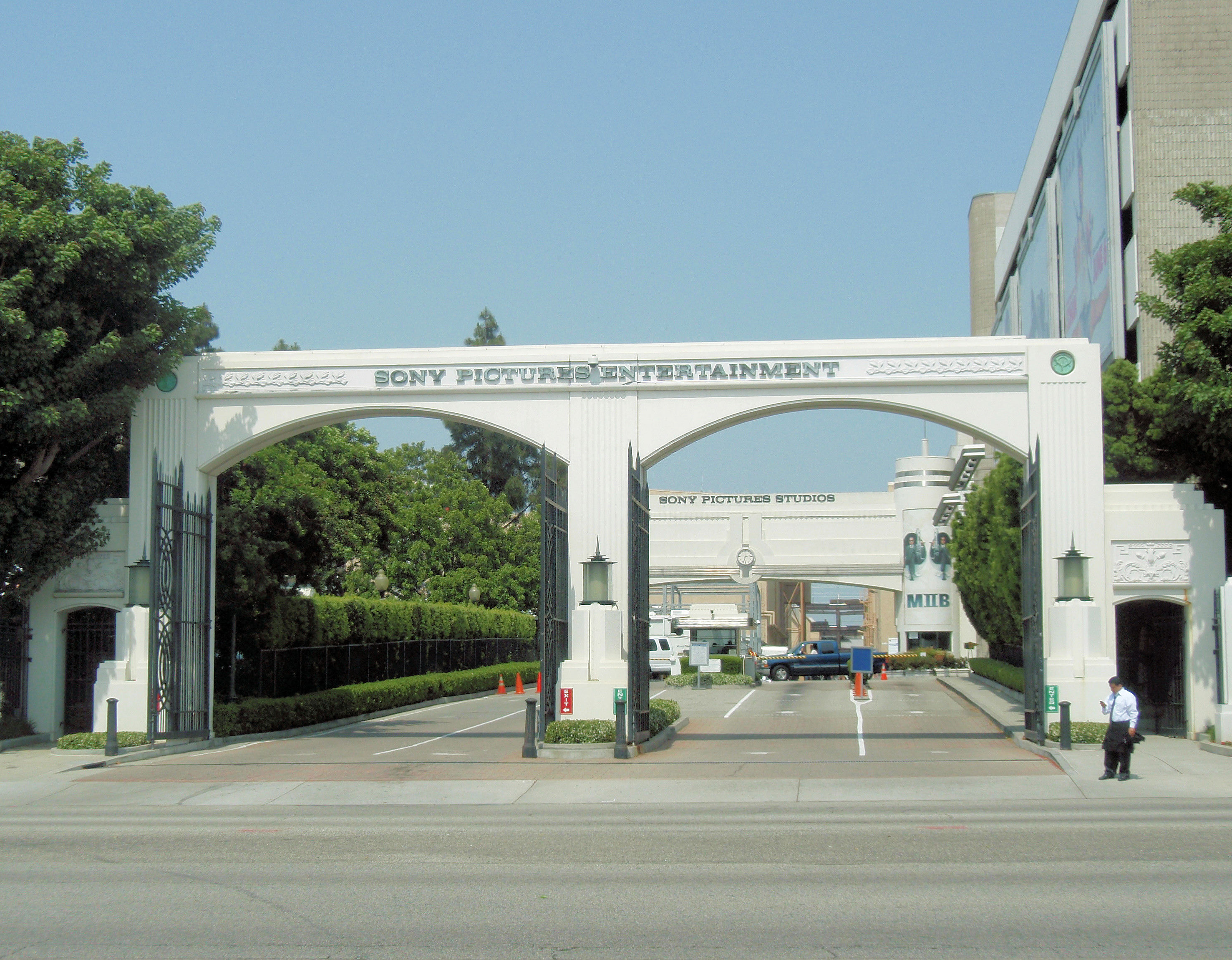
Um grupo de hackers comprometeram o sistema de computadores da Sony Pictures Entertainment no final de 2014, em retaliação pelo conteúdo do filme.

Em 24 de novembro, a Sony foi vítima de um ciberataque atribuído ao grupo "Guardians of Peace" (Guardiões da Paz, em tradução). No passar das últimas semanas, os hackers divulgaram e-mails entre diretores dos estúdios, senhas e até roteiros de filmes, como o novo de James Bond. Em 16 de dezembro, o grupo ameaçou atacar as salas de cinema que exibissem The Interview. A ameaça, que foi divulgada em sites de compartilhamento de arquivos, faz menção ao atentado de 11 de setembro e afirma ainda que "o mundo será tomado pelo medo". Os hackers, que se dizem responsáveis por invadir os sistemas da Sony Corp no mês de novembro de 2014, alertaram na terça-feira, 16 de dezembro, para que as pessoas ficassem longe dos cinemas que exibissem o filme estrelado por James Franco e Seth Rogen, e obscuramente relembraram os cinéfilos sobre os ataques de 11 de setembro de 2001 nos Estados Unidos: "Recomendamos que vocês se mantenham distantes desses lugares nesse período", escreveram os hackers, "Se sua casa for próxima, é melhor você sair". As autoridades americanas alegaram que os hackers têm laços com a Coreia do Norte, apesar de não ter explicado como eles chegaram a essa conclusão. Em 19 de dezembro, O governo dos Estados Unidos que sua investigação aponta a Coreia do Norte como responsável pelo ataque hacker ao sistema da Sony Pictures. O anúncio foi feito pelo FBI, que identificou similaridades em ataques cibernéticos realizados anteriormente por norte-coreanos e o que atingiu os sistemas do estúdio de Hollywood. Um oficial dos EUA disse, segundo a agência de notícias Reuters, que a Coreia do Norte fez ataque hacker à Sony com ajuda chinesa. O funcionário, que não quis se identificar, disse que a descoberta será anunciada mais tarde pelas autoridades federais. O ataque norte-coreano, segundo a fonte, teria ajuda de profissionais ou servidores chineses.
Os hackers vazou vários registros, incluindo e-mails internos, acessando informações confidenciais, incluindo conversas de diretores da empresa com atores, registros de empregados e vários futuros filmes da Sony Pictures, incluindo Annie, Mr. Turner, Still Alice e Day One. O governo norte-coreano negou envolvimento no ataque. Em 8 de dezembro, mais materiais foram divulgados, incluindo uma mensagem chamando a produção de "o filme do terrorismo", amplamente interpretada como referindo-se a The Interview.

### Ameaça de hackers
Em 16 de dezembro de 2014, os hackers emitiram um alerta aos espectadores, ameaçando atacar a estreia em Nova Iorque de The Interview e de qualquer outro cinema, mostrando-o em seu lançamento, afirmando:
Nós iremos mostrar (o resto dos 'presentes de Natal') nos horários e nos locais em que 'A entrevista' for exibido, incluindo em sua estreia. Aqueles que buscam diversão no terror estão condenados a um destino amargo. Já prometemos um presente de Natal a vocês. Esse é o começo do presente. Em breve, o mundo verá que filme horrível a Sony Pictures Entertainment fez. O mundo ficará cheio de medo. Lembrem-se de 11 de setembro de 2001. Recomendamos que fiquem longe daqueles locais e daqueles horários (se a sua casa estiver nas proximidades, saia dela). O que acontecer nos próximos dias será consequência da ganância da Sony. O mundo inteiro irá denunciar a Sony.

## Lançamento, cancelamento e relançamento
Em 7 agosto de 2014, a Sony empurrou a data de lançamento do filme de 10 de outubro para 25 de dezembro de 2014. Em 10 de dezembro, a Sony Pictures Entertainment do Japão anunciou que o filme não seria lançado no Japão, sob a crença de que filmes de comédia live-action não costumam ter um bom desempenho no mercado. Também foi anunciado que, dentro da região da Ásia-Pacífico, o filme seria lançado apenas na Austrália e Nova Zelândia. A estreia do filme foi realizada em Los Angeles em 11 de dezembro de 2014. O lançamento brasileiro do filme, que também foi cancelado, seria em 29 de janeiro de 2015.
Em 11 de dezembro de 2014, aconteceu a premiere do filme, os atores Seth Rogen e James Franco posaram juntos sobre um tapete vermelho com acesso restrito a fotógrafos, uma vez que a Sony manteve forte controle sobre o acesso ao evento: "Não estou me envolvendo em nada disso", disse o co-roteirista e co-diretor Evan Goldberg em meio a uma risada, após se questionado sobre o impacto internacional do filme. Goldberg disse que ele e Rogen iriam organizar algumas entrevistas com a imprensa em Nova Iorque na semana seguinte para divulgar The Interview. Godberg, Rogen e Franco se misturaram aos convidados na festa pré-exibição do filme. A co-chairman da Sony Pictures Amy Pascal, que se desculpou por ter feito comentários racialmente insensíveis sobre o presidente Barack Obama em emails vazados, disse durante a première estar "indo bem", abraçando Goldberg. Pascal e Rudin tiveram que pedir desculpas publicamente depois que os hackers vazaram emails com uma piada racista envolvendo o presidente dos EUA, Barack Obama. Conversando sobre um evento da indústria cinematográfica a que o presidente compareceria, Pascal e Rudin especulam se o presidente americano teria mais interesse em filmes protagonizados por atores negros. Em entrevistas a publicações especializadas, incluindo a Deadline Hollywood, Pascal defendeu a decisão do estúdio de levar a comédia de Rogen e Goldberg adiante: "Ninguém vai nos dizer quais filmes lançar, nunca", disse ela. "Ninguém deveria ser capaz de intimidar uma empresa". De acordo com emails que datam entre agosto e outubro, e obtidos pela Reuters, o presidente-executivo da Sony Corp, Kazuo Hirai, ordenou a Pascal que amenizasse o tom do filme após Pyongyang repudiar o longa por mostrar o assassinato de Kim Jong-un.
Rogen concordou com pequenas modificações, mas foi contra os pedidos para mudar a cena da morte do líder norte-coreano, alegando que isso iria prejudicar o humor do filme e seria considerado censura, afetando a bilheteria. "Isso é agora uma história sobre norte-americano mudando seu filme para fazer os norte-coreanos felizes", disse ele em um email de 15 de agosto: "Isso é uma história muito condenável".

### Cancelamento de lançamento nos cinemas
Após ameaças dos hackers em 16 de dezembro de 2014, Rogen e Franco pararam a divulgação do filme, cancelando aparições agendadas anteriormente, e Sony retirou toda a publicidade televisiva. Uma porta-voz da Landmark, rede de cinemas que iria realizar a sessão de estreia do filme no Lower East Side, em Nova Iorque, disse por e-mail na quinta-feira, 18 de dezembro, que a exibição seria cancelada, mas não explicou os motivos.
 As cadeias de cinema ArcLight e Carmike anunciaram que não iriam exibir o filme. Executivos da Sony disseram aos donos de cinemas que não cancelariam a distribuição, mas acrescentaram que não teriam objeções se eles decidissem cancelar exibições. Um representante do Departamento de Segurança Nacional dos Estados Unidos disse que não há nada concreto que possa significar uma ameaça: "Neste momento, não há inteligência de credibilidade que indique uma trama ativa contra cinéfilos dentro dos EUA", Departamentos de polícia em Los Angeles e em Nova Iorque, no entanto, disseram estar considerando os alertas com seriedade.
Em 17 de dezembro, a Sony cancelou estreia em Nova Iorque do filme. Mais tarde naquele dia, outras cadeias principais, incluindo AMC, Cinemark, Cineplex, Regal, e Southern Theatres, anunciaram que iria atrasar ou remover as suas exibições do filme. Segundo as informações recebidas, os cancelamentos em massa vieram sob a pressão dos shoppings onde muitos dos cinemas estão localizados, por medo de que a ameaça terrorista poderia destruir suas vendas perto do final da temporada de compras natalinas. Além disso, cadeias de cinemas temiam ser expostas a ações judiciais potencialmente incapacitantes, em caso de um ataque. Cinemark, por exemplo, argumentou que não poderia ter previsto Massacre em Aurora em 2012, que aconteceu em um de seus multiplexes.
Mais tarde, em 17 de dezembro, Sony anunciou que havia cancelado o lançamento no cinema em 25 de dezembro do filme, afirmando: "Respeitamos e compreendemos a decisão de nossos parceiros e, é claro, dividimos seu interesse proeminente na segurança do público e dos funcionários", e disse que está "profundamente triste com este esforço descarado para suprimir a distribuição de um filme, e com isso prejudicar a nossa empresa, nossos funcionários e do público americano. Estamos solidários com nossos cineastas e seu direito à liberdade de expressão e estão extremamente desapontados com este resultado". Sony afirmou que não houve mais planos de lançamento para lançar o filme em qualquer plataforma, incluindo vídeo doméstico.
Em 20 de dezembro, a Sony afirmou que estava "examinando alternativas" para liberá-lo em uma plataforma diferente. Em 21 de dezembro, o New York Post informou que a Sony vai lançar o filme em seu serviço de streaming gratuito Crackle. O BitTorrent já afirmou que ficaria feliz em distribuir a produção a partir da ferramenta paga Bundles, o que significaria também que todos os outros sites de torrent disponibilizariam o filme no mercado pirata logo a seguir.

### Re-lançamento nos cinemas e na internet
E finalmente no dia 23 de Dezembro,a Sony fez o re-lançamento do filme, confirmando que no dia 25 dezembro o filme seria exibido em alguns cinemas dos Estados Unidos. Entretanto, na véspera de Natal a Sony fez o lançamento do filme na internet, disponibilizando o filme nas plataformas: YouTube, Play Store, Xbox Video e no próprio hotsite do filme, para aluguel e compra nos Estados Unidos até o momento. O filme já está sendo encontrado nos sites de downloads e torrents de todo o mundo, inclusive no Brasil.

### Resposta ao cancelamento
O estúdio foi criticado por várias personalidades de Hollywood e fãs que perceberam o cancelamento do filme como um ato de covardia por ceder às exigências terroristas, e não proteger a liberdade de expressão. The Guardian informou que o cancelamento surpreendeu observadores da Coreia do Norte. O presidente Barack Obama, em um pronunciamento de imprensa na Casa Branca, também criticou o movimento. Embora observando que ele era simpático à posição da Sony Corporation para proteger funcionários, Obama resumiu: "A Sony é uma corporação que sofreu significantes perdas, sou simpático a suas preocupações. Mas acho que eles cometeram um erro. Eu gostaria que eles tivessem falado comigo antes. Eu teria dito que eles não fossem por esse caminho e que não se intimidassem por esses ataques criminosos. Não podemos viver em uma sociedade em que um ditador de algum lugar imponha censura aos Estados Unidos. Se eles estão fazendo isso com um filme satírico, imagine o que eles não farão quando tiver um documentário ou um noticiário que eles não gostem?".
The Hollywood Reporter informou que o estúdio tinha realmente contactado funcionários seniores da Casa Branca em resposta às ameaças, mas não diretamente ao presidente. Em resposta à declaração do Presidente Obama, CEO da Sony Entertainment Michael Lynton disse em Anderson Cooper 360 que "Neste caso, o presidente, a imprensa e o público estão enganados sobre o que realmente aconteceu. Nós não possuimos salas de cinema, não podemos determinar se um filme será ou não reproduzido nas salas de cinema.". Lynton disse que a decisão de cancelar o grande lançamento foi em resposta a uma maioria de cinemas que retiraram suas exibições e não às ameaças dos hackers. Lynton explicou que a Sony estava mantendo a sua decisão de lançar o filme no Natal, mas, segundo ele, os distribuidores, que são donos dos cinemas, começaram a dizer ao estúdio que não iriam lançá-lo, deixando-os sem escolha: "Nós não cedemos, temos perseverado e não recuado. Sempre tivemos todo o desejo de ter o público americano vendo este filme." A empresa mais tarde emitiu um comunicado ecoando estes sentimentos: "Sony Pictures Entertainment é e sempre tem sido fortemente comprometida com a Primeira Emenda [...] A liberdade de expressão nunca deve ser suprimida por ameaças e extorsão."
New Regency também retirou uma adaptação cinematográfica prevista do romance gráfico Pyongyang estrelando Steve Carell; em uma postagem no Twitter, Carell declarou que "um dia triste para a expressão criativa";
Cineastas e atores de Hollywood como Ben Stiller, Judd Apatow, Rob Lowe e Jimmy Kimmel, todos amigos dos atores principais de The Interview, Seth Rogen e James Franco, criticaram a decisão tomada pelas redes de cinema e pela Sony. Lowe, que faz uma ponta no filme, tuitou: “Nossa. Todo mudo cedeu. Os hackers venceram. Uma vitória total e completa para eles". Kimmel, pelo Twitter, chamou a decisão de “um ato antiamericano de covardia que valida ações terroristas e estabelece um terrível precedente”. Stiller, que dirigiu e estrelou a comédia Zoolander, de 2001, sobre um modelo que passa por uma lavagem cerebral para assassinar um fictício primeiro-ministro da Malásia, classificou o cancelamento de The Interview como uma "ameaça à liberdade de expressão". Tanto Carell quanto Stiller tuitaram fotos de Charlie Chaplin interpretando sua paródia sobre Adolf Hitler, O Grande Ditador, de 1940.
O ator George Clooney deu uma entrevista ao site Deadline em que defendeu o estúdio. Na conversa, atacou a imprensa por "abdicar de seu dever" e falou sobre executivos de Hollywood que "correram para as montanhas" quando ele enviou uma petição solicitando que a indústria "ficasse junta" para não ceder às ameaças dos hackers: "Devemos assumir nesse momento a posição ofensiva sobre esse ataque. Divulguem o filme online. Façam o que puderem para divulgar este filme. Não porque todo mundo tem que ver o filme, mas porque ninguém vai me dizer que não podemos ver esse filme". No que diz respeito à decisão da Sony de cancelar o lançamento, Clooney afirmou que o estúdio foi forçado a isso pelos proprietários dos cinemas: "A Sony não cancelou o filme porque estava com medo. Eles cancelaram o filme porque todos os cinemas disseram que não iam exibi-lo. E eles disseram que não iam exibi-lo porque conversavam com seus advogados, e esses advogados disseram que, se alguém morresse em uma das sessões, então eles seriam os responsáveis".
O escritor Paulo Coelho ofereceu US$ 100 mil pelos direitosdo filme e prometeu divulgá-la gratuitamente em seu site, depois que a Sony desistiu de estreá-la em meio a ameaças de atentados contra quem for vê-la: "Ofereço a @SonyPictures 100k [US$ 100 mil] pelos direitos de "A entrevista" Vou postá-la grátis no meu blog. Pf entrem em contato comigo via @SonyPicturesBr", publicou Paulo Coelho, em inglês, em sua conta do Twitter. Paulo Coelho acrescentou que sua oferta vale até meio-dia de 19 de dezembro: "Vocês recuperam 0,01% do orçamento e eu posso dizer 'não' às ameaças terroristas", tuitou, também em inglês.
Na luz do anúncio da Sony, o estúdio de filmes adultos Hustler Video anunciou em dezembro de 2014 que tinha planos para produzir uma paródia versão do filme, This Ain't the Interview XXX, que também irá centrar-se em dois civis recrutados pela CIA para assassinar o líder da Coreia do Norte. Larry Flynt, CEO da Hustler, disse em comunicado oficial que não tem medo de retaliações por parte da Coreia do Norte: "Se Kim Jong-un e seus seguidores estavam chateados antes, espere até eles verem esse filme que nós iremos fazer. Eu passei a vida inteira lutando pela Primeira Emenda, e nenhum ditador estrangeiro vai tirar o meu direito à liberdade de expressão".
Reação substancial da Sony em retirar o filme e cancelar a abertura do Natal repercutiu em mídia e mídia social. Um escritor de notícias sugeriu que a reação pode causar um efeito Streisand - onde a tentativa de remover ou censurar o filme tem a consequência não intencional de divulgação do filme e enredo de forma mais ampla. A história e sua recepção foram comparados ao do filme satírico comédia O Grande Ditador.

## Recepção
The Interview recebeu críticas mistas dos críticos nos comentários que ocorreram a partir de exames limitados antes da exibição em meados de dezembro. Na avaliação do site Rotten Tomatoes, o filme mantém um índice de aprovação de 52%, com base em 30 avaliações, com uma classificação média de 6.4/10. Consenso do site diz: "Infelizmente ofuscada pela polêmica (e sub-selecionados como resultado), o roteiro de The Interview oferece risos medianos amparados por seus dois protagonistas simpáticos". No Metacritic, o filme tem uma pontuação de 47 em 100, com base em 17 críticos, indicando "críticas mistas ou médias".
No site IMDb, The Interview está com avaliação 7 de 10 a partir de mais de 23,5 mil avaliações. O filme chegou a atingir a nota máxima, sendo uma das produções mais bem avaliadas da história do site (primeiro em filmes e terceiro no geral).
Vazaram e-mails de executivos da Sony de "todo o mundo" - incluindo Países Baixos, França, Coreia do Sul e Grã-Bretanha - também deram uma visão quanto à recepção interna do filme. Ele foi descrito como "desesperadamente sem graça e repetitivo", "fraco" e "desequilibrado", que o filme era "uma outra falha de ignição" por ambos Franco e Rogen, e que "Franco prova mais uma vez que a irritação é o seu forte" já que "[seu personagem] poderia ter sido atraente e engraçado". No entanto, os executivos australianos gostaram do filme e até mesmo solicitaram que Franco liderasse uma turnê promocional em todo o país, um pedido a qual os executivos britânicos pediram o inverso, dizendo que "a [sua] escolha seria não fazê-la [uma turnê promocional]."